# Saint-Étienne-de-Brillouet

Saint-Étienne-de-Brillouet este o comună în departamentul Vendée, Franța. În 2009 avea o populație de 489 de locuitori.